# فرودگاه آبی پری ساند/جزیره هورون
فرودگاه آبی پری ساند/جزیره هورون (به انگلیسی: Parry Sound/Huron Island Water Aerodrome) یک فرودگاه همگانی است که یک باند فرود آب دارد. این فرودگاه در کشور کانادا قرار دارد و در ارتفاع ۱۷۷ متری از سطح دریا واقع شده است.